# Adrien Bayssellance
Jean-Adrien Bayssellance, dit Adrien Bayssellance (né le 24 mai 1829 à La Négrie, commune de Queyssac, en Dordogne - mort le 25 juillet 1907 à Bordeaux), est un ingénieur français spécialisé dans le Génie maritime, passionné d'alpinisme, qui fut maire de Bordeaux de 1888 à 1892.

## Biographie
Adrien Bayssellance est issu de deux grandes familles protestantes de la région, son père était notaire à Bergerac. Bachelier à 16 ans après des études au collège Sainte-Foy-la-Grande, il intègre l'École polytechnique en 1846, suivant la voie de son frère aîné. Il décide de s'engager dans le Génie maritime et entre à l'école de Lorient. Il devient sous-ingénieur à Brest en 1850 puis à Rochefort en 1854. En 1859, détaché à Tarbes, il entre au service des recettes des voies de la Marine dans le bassin de la Gironde et découvre ainsi différents massifs pyrénéens.
De 1888 à 1892, il fut maire de Bordeaux, où une rue (près de l'ancien Hôpital des Enfants) porte son nom. Au cours de son mandat, il décide le transfert de la bibliothèque municipale de la ville — fondée en 1736 grâce à un legs de Jean-Jacques Bel — dans l'ancien couvent des Dominicains, rue Mably, cédé par l'État à la ville en 1883, où elle restera un siècle, avant son installation dans de nouveaux locaux dans le quartier de Mériadeck. Le 14 décembre 1891, il inaugure la nouvelle bibliothèque municipale, aménagée par l'architecte Charles Durand, avec la collaboration d'Ernest Lacombe.
Passionné d'alpinisme, Adrien Bayssellance est élu président de la section du club alpin français (CAF) de sa ville en 1878. C'est à ce titre qu'il lance, en 1898, la construction d'un refuge dans les Pyrénées, qui porte aujourd'hui son nom. Situé au pied du Vignemale, sur le versant Est de la Hourquette d'Ossoue, à 2 651 mètres, il sera maintes fois rénové, la dernière fois en 2001-2003. Il a écrit des articles dans Explorations pyrénéennes, le bulletin de la Société Ramond, société académique se consacrant essentiellement à l’étude scientifique et ethnographique des Pyrénées, fondée en 1865 à Bagnères-de-Bigorre.

## Distinctions
- Ordre de Saint-Anne de Russie
- Ordre de Charles III d'Espagne
- Ordre de la Couronne d'Italie
- Legion Honneur Commandeur ribbon Commandeur de la Légion d'honneur en 1905[2]

## Articles d'Adrien Bayssellance dansExplorations pyrénéennes
- 1867-1 : « Pic de Gabisos et Pic Amoulat », p. 50-51 [lire en ligne]
- 1867-1 : « Projet d’indicateurs orographiques », p. 167-169 [lire en ligne]
- 1869-1 : « Quelques traces glaciaires dans la vallée d’Ossau », p. 9-16 [lire en ligne]
- 1869-2 : « Excursions dans la vallée d’Ossau : Gentiane, Saint-Mont, Sesques, Pic du Midi », p. 61-74 [lire en ligne]
- 1869-3 : « Excursion dans la vallée d’Ossau (suite) : Artouste, Cézy, Gabizos », p. 104-121[lire en ligne]
- 1875-1 : « L'ancien glacier de la vallée d'Ossau », p. 1-8 [lire en ligne]
- 1875-3 : « Larrau et la forêt de Holçarté, p. 91-100 [lire en ligne]
- 1877-4 : « Traces de l'époque glaciaire dans la vallée d'Ossau », p. 97-98 [lire en ligne]